# Naufrage des îles d'Aves
Le naufrage des îles d’Aves, ou désastre des îles d’Aves, est une catastrophe maritime qui frappe une escadre française dans sa presque totalité le 11 mai 1678 sur les récifs des Aves. Elle occasionne la perte de treize (ou quatorze) navires et de 500 marins. Elle a pour raison une erreur de navigation du vice-amiral Jean d’Estrées qui a refusé d’écouter les conseils de son pilote et de ses officiers. Une expédition de secours lancée par Colbert à la fin de l’année 1678 récupère une partie des canons et des boulets alors que d’Estrées n’est pas réellement sanctionné.

## Le contexte: les combats entre Français et Hollandais dans les Antilles (1674 – 1677)
En 1678, la guerre entre la France et la Hollande arrive à sa sixième année. Le plus gros des combats (terrestres et navals) se passent en Europe,. En 1674, cependant, les Hollandais portent la guerre dans les Antilles en y attaquant les colonies françaises. Repoussés devant la Martinique (juillet 1674), ils reviennent à la charge l’année suivante en attaquant la Grenade (mars 1675). L’escadre du vice-amiral Jacob Binckes s’empare en mai 1676 de Cayenne puis de Marie-Galante. Louis XIV réagit en y envoyant une flotte sous les ordres du vice-amiral Jean d’Estrées. Celui-ci reprend Cayenne le 21 décembre 1676. Le 3 mars 1677, il livre bataille à Binckes devant Tobago et lui coule une partie de sa flotte. Puis il traverse l’Atlantique et du 20 octobre au 1er novembre, assiège et prend l’îlot hollandais de Gorée au Sénégal. Revenant dans les Antilles, d’Estrées achève l’anéantissement de l’escadre de Binckes lors d’une nouvelle bataille à Tobago, ce qui lui permet aussi de s’emparer de l’île (décembre 1677).
Poussant son avantage, d’Estrée décide en 1678 de s’emparer de l’île de Curaçao, autre riche possession hollandaise. Il passe à la Grenade en janvier 1678, à Saint-Christophe en mars, à la Martinique en avril ; parallèlement, il envoie à Saint-Domingue et à la Tortue quérir l’aide des flibustiers dont l’effectif finit par atteindre le millier d’hommes. L’entreprise lui parait « presque infaillible ». Un Français, qui a été trois mois prisonnier dans l’île, répond du succès : toute la défense consiste en une compagnie d’infanterie, une quarantaine de planteurs « et autant de pauvres Juifs ». Plutôt que d’attaquer le fort par la mer, d’Estrée prévoit de débarquer à trois lieues de là dans la baie de Sainte-Barbe : une batterie et deux mortiers hissés par des bœufs au sommet de la colline qui domine la position du fort doivent lui permettre de le réduire « en peu de jours » à merci.

## Le naufrage collectif sur les récifs des Aves (11 mai 1678)

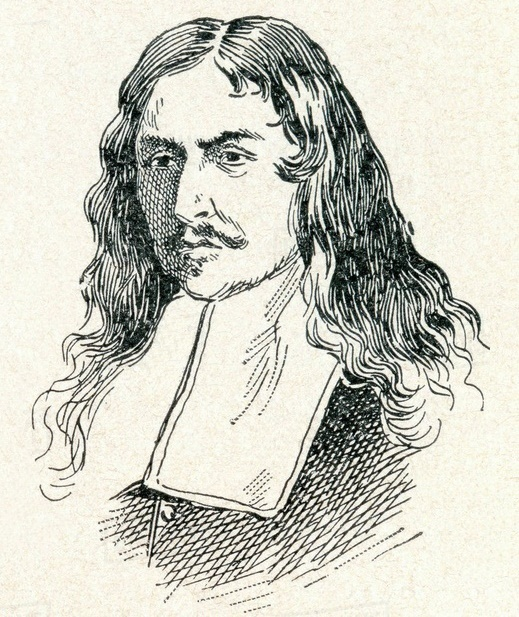
Le vice-amiral Jean d’Estrées porte la responsabilité du naufrage pour ne pas avoir écouté ses pilotes et ses officiers.

Le 7 mai, d’Estrées appareille de Saint-Christophe à la tête d’une escadre de dix-huit navires royaux et douze bâtiments corsaires. Curaçao fait partie du cordon d’îles des petites Antilles qui longe la côte nord de l’empire espagnol en Amérique du sud. L’escadre, après avoir fait route au sud, marche vers l’ouest. Le capitaine de pavillon de d’Estrées s’inquiète du fait qu’il ne dispose pas de pilote connaissant la région. Mais d’Estrées le renvoie sèchement : « C’est mon affaire, encore une fois, laissez-vous conduire. » Et il ordonne de faire route sur l’îlot d’Orchila au nord de l’actuel Venezuela. L’Étoile, flanquée d’un bâtiment flibustier, reçoit pour mission de faire une descente dans l’île voisine de Buen-Ayre.
Dans la soirée du 11 mai, latitude prise, on se croit à une vingtaine de lieues dans le nord d’Orchila, alors qu’à l’estime du pilote Bourdenave, l’escadre est à l’ouest de cette côte « haute et saine ». Mais d’Estrées le met à la porte : « Ce coquin me vient toujours dire des sottises. » Et il fait le signal de courir au sud-sud-ouest, « les huniers bas toute la nuit », sans vouloir écouter les conseils du marquis d’Amblimont, lui aussi inquiet. La nuit tombe. Vers 21 h, des coups de feu éclatent en avant du Terrible : un bâtiment flibustier vient de s’échouer. Aussitôt, le vaisseau amiral tente de virer de bord. Au moment où on le croit paré, le Terrible touche un banc de roches. Les navires qui suivent lofent ou laissent arriver afin d’éviter entre eux les abordages. Une douzaine s’en va donner en plein sur des écueils invisibles. Nulle part on n'aperçoit la terre, et les ténèbres accentuent le drame en y ajoutant la terreur de ne pas survivre à la nuit.
Au petit matin, la catastrophe se révèle dans toute son ampleur : le Terrible de 70 canons qui porte pavillon amiral, le Tonnant de 66 qui porte la cornette du chef d’escadre de Grancey, le Prince de 57, le Belliqueux de 73, l’Hercule de 55, le Défenseur de 50 et, à deux lieues de là, le Bourbon de 57, toute une division de vaisseaux de ligne git éventrée. Pour se dégager, on tente de porter une ancre vers le large afin de se haler dessus. En vain. Vents et courant rejettent sur les brisants la chaloupe qui la porte. Trois navires flibustiers de 18, 12 et 6 canons se sont échoués aussi, de même que deux (ou trois) transporteurs, dont l’un au moins est un navire hôpital. Dans la journée, la flûte royale le Dromadaire de 36 canons, commandée par Étienne de Perier s’échoue aussi, ce qui fait monter les pertes à treize (ou quatorze) bâtiments. Fort heureusement, restés plus au large ou en arrière, plusieurs flibustiers ou bâtiments royaux vont pouvoir se porter au secours des naufragés.
D’Estrées ignore totalement où il s’est échoué. En chaloupe, il quitte sans attendre le Terrible – avec sa cassette – pour trouver refuge sur un navire flibustier où il apprend que le lieu est un archipel dont les seuls habitants sont des oiseaux, les îles d’Aves. Ces îles – des récifs surtout – s’étendent à fleur d’eau sur environ quatorze lieues. Les flibustiers font la leçon à d’Estrées : « S’ils avaient su que M. le vice-amiral n’eût pas de gens de pratique, ils se seraient offerts pour le conduire : il faut des praticiens ; l’on ne navigue pas en ce pays-là par la hauteur. »
Après avoir talonné pendant sept heures, le Terrible s’ouvre. « Quantité de soldats et de matelots à la nage » sont secourus par la grande chaloupe du capitaine de pavillon Méricourt ; d’autres se réfugient sur les parties hautes qui émergent encore, mât de beaupré et la dunette sur tribord. Mais sur les 500 hommes d’équipage, 80 se noient. Du Belliqueux et de l’Hercule, la chaloupe amirale sauve une centaine d’hommes ; la flûte le Tardif recueille 90 naufragés du Bourbon ; un millier d’autres trouvent asile sur les derniers navires restés valides. Le capitaine d’Amblimont ne quitte le Défenseur qu’après avoir évacué son équipage et se sauve à la nage le dernier. Les flibustiers ont activement participé aux opérations de sauvetage, mais 500 marins sont sous les eaux, de même que plusieurs centaines de canons de marine et une batterie de campagne. Le capitaine de Bonneville, qui revient de patrouiller du côté de Curaçao, croise les « reliques » des vaisseaux échoués qui flottent sur les lieux du naufrage et part pour la France y porter la nouvelle de la fortune de mer.

## Les suites de l’affaire: opération de secours et absence de sanction

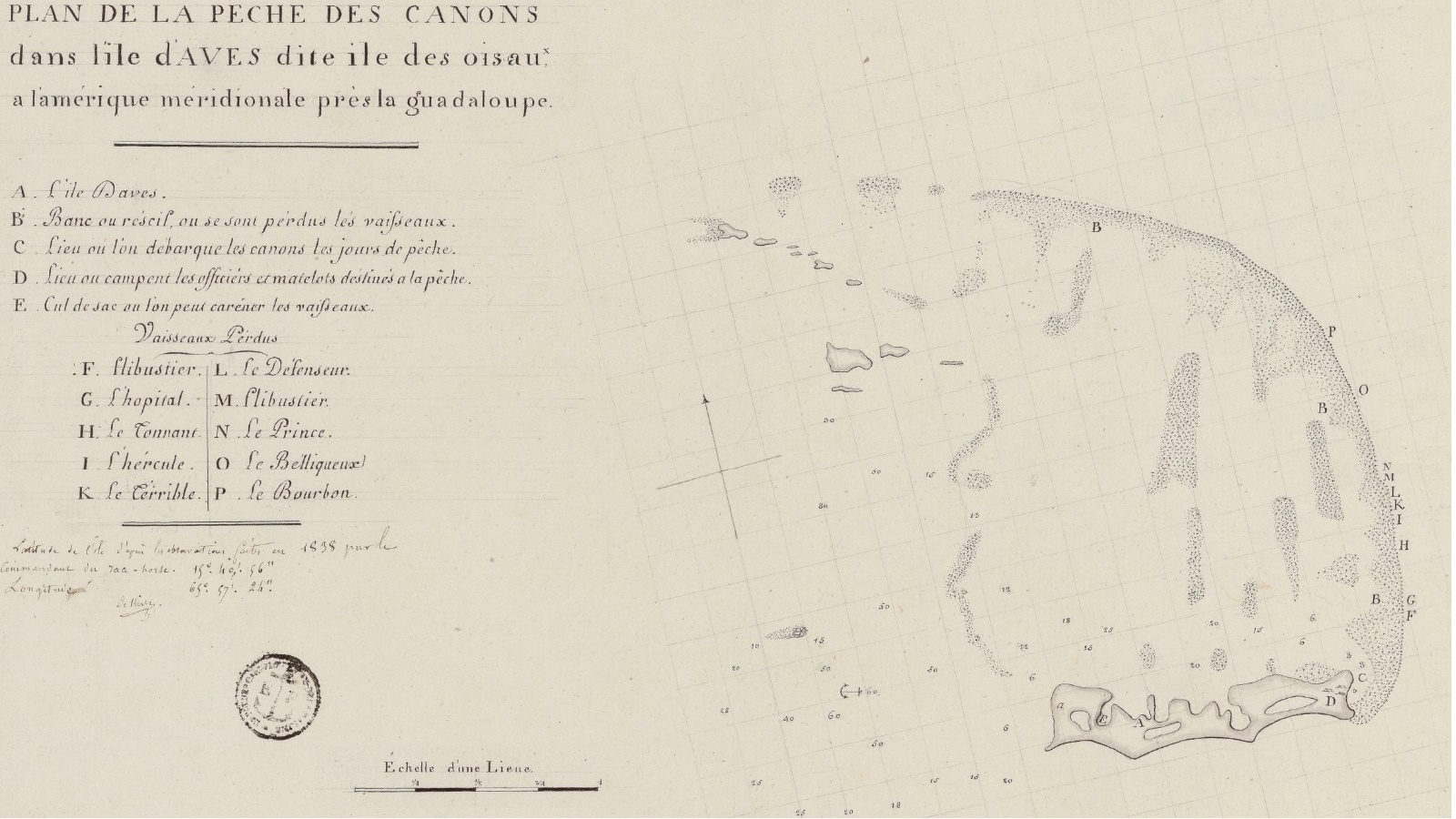
Plan des opérations de récupération des canons confiées à Job Forant et publié en 1679.

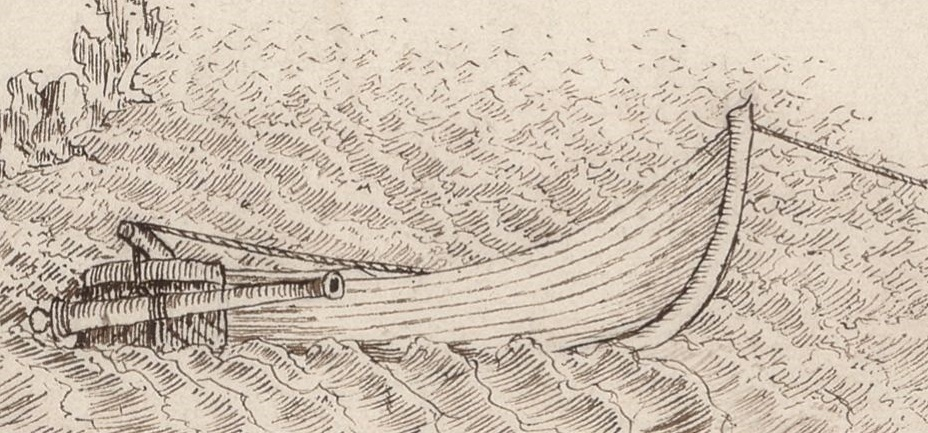
Chaloupe remontant un canon lors de l’expédition de secours.

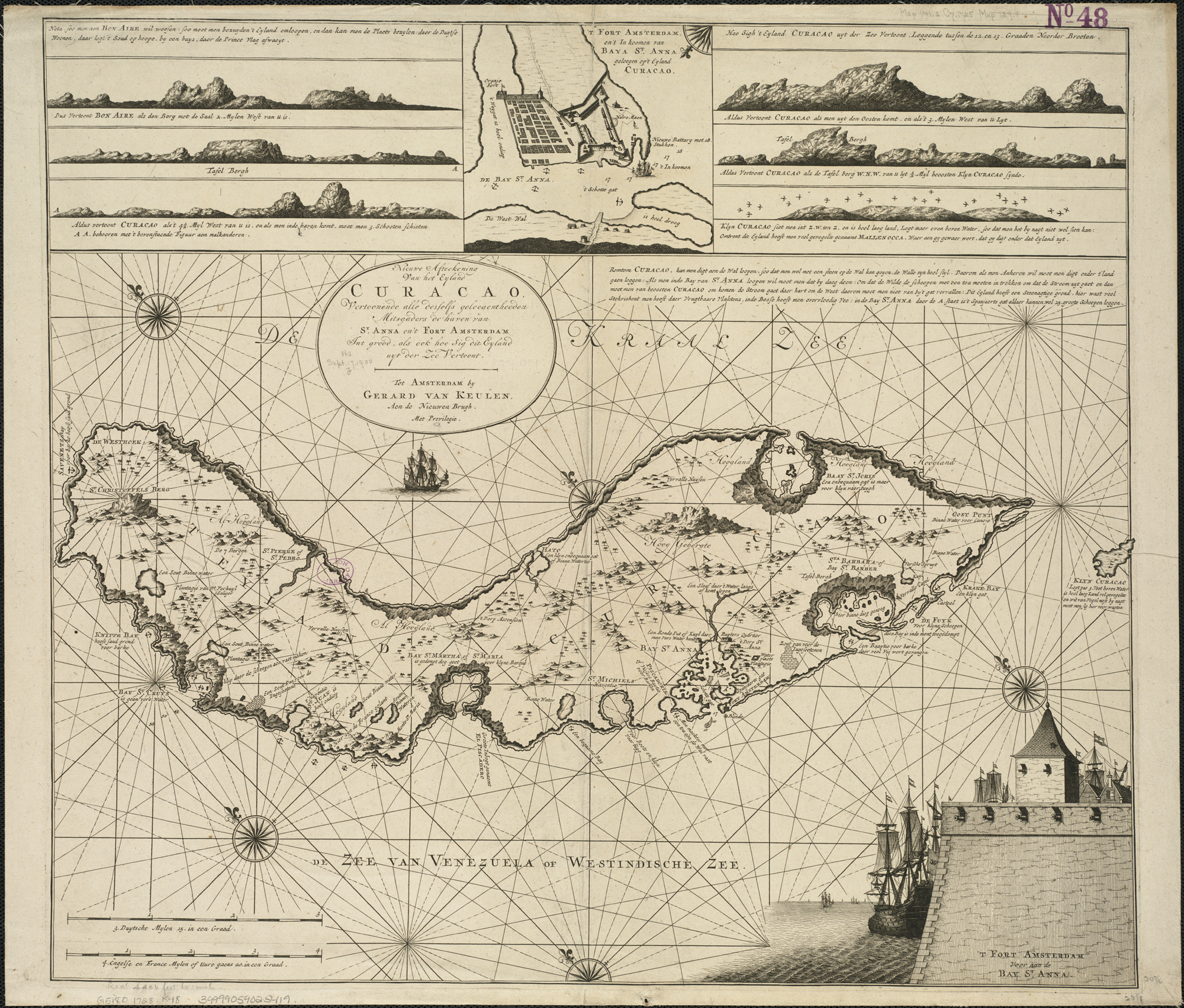
Plan de Curaçao. L’île échappe à l'invasion grâce au naufrage de l’escadre française.

Le 16 mai, d’Estrées se replie sur Saint-Domingue où il reforme, avec les navires restants, un embryon de flotte avec le Duc de 57 canons comme vaisseau-amiral. Comme il n’est pas possible de garder et nourrir tous les rescapés à bord, 8 à 900 soldats et matelots sont débarqués sur l’île, puis d’Estrées rentre piteusement sur la métropole. La responsabilité du désastre lui incombe tout entière. Au Petit-Goâve, les subordonnés qui rédigent les premiers rapports n’entendent pas porter le chapeau. Le capitaine de pavillon du Terrible refuse de signer la relation du naufrage dressée par Flacourt (qui commandait l’Hercule) sous prétexte « qu’elle ne contient pas la vérité ». « La perte de l’escadre que M. le vice-amiral vient de faire, déclare-t-il, est trop grande pour la passer sous silence comme je fis l’an passé à Tabacq ». N’ayant « eu que le nom de capitaine du vaisseau » amiral, dont « Monsieur le vice-amiral a voulu faire les fonctions, j’en décline la responsabilité ».
Dans les bureaux du Ministre de la marine, c’est la consternation. Avisé de l’« horrible malheur », Colbert est furieux. Cette affaire – seule lourde bévue navale de la guerre de Hollande – jette une ombre sur une fin de conflit victorieuse alors que les négociations de paix touchent à leur fin (le traité sera signé en août à Nimègue). Abraham Duquesne, que d’Estrées a tout fait pour écarter des opérations navales en mer du Nord au début du conflit, ironise. L’évènement nourrit le débat (et la rivalité) entre officiers gentilshommes (ce qu’est d’Estrées, entré à 44 ans dans la Marine sans expérience par la grâce du ministre) et officiers roturiers (ce qu’est Duquesne, qui navigue depuis l’âge de 15 ans). L’affaire met aussi un peu de baume au cœur des Hollandais qui sortent épuisés du conflit. Ils font courir le bruit que l’escadre a été attirée dans les parages à la poursuite de trois de leurs vaisseaux : le canon d’alarme, pris pour le signal d’un engagement, aurait précipité la marche des Français vers leur naufrage.
Colbert convoque tous les officiers de marine présents à la Cour ou à trente lieues à la ronde pour les expédier d’urgence sur les lieux du naufrage. Les rapports relatent la perte de 494 pièces d’artillerie ; « savoir 212 de fonte et 282 de fer ». Il faut d’urgence préparer une expédition pour tenter de les récupérer car les Hollandais sont déjà sur les rangs pour le faire. Le 23 octobre, un convoi part de France sous la conduite du vieux Job Forant, marin roturier et huguenot de La Tremblade, assisté du jeune marquis de Langeron que guide le capitaine Paris. Il se compose de deux vaisseaux et deux caïches que rallient à la Martinique deux autres vaisseaux et quatre flûtes.
Sur la plus grande île de l’archipel, Forant établit un campement et trouve même un cul-de-sac où il peut faire caréner ses navires alors que le lieu paraissait très « riscable ». Une cloche de plongée a été apportée, ainsi que des machines de levage, mais elles se révèlent inutiles car l’eau est transparente et il y a peu de fond. Les canons sont facilement visibles, « tant sur les varets des vaisseaux qu’épandus sur le sable ». Les plongeurs les attachent par les anses, les culasses ou volées pour les remonter au palan « et les jeter au derrière des chaloupes ». En deux mois de « pêche des canons », 364 bouches à feu sont remontées ainsi que 3 000 boulets. Les maîtres d’équipage seront récompensés de leur zèle par une médaille d’or. Quant à Job Forant, heureux du succès de sa méthode, il la consigne par écrit pour le cas où « on aurait le malheur de faire quelques autres naufrages ».
Cette fortune de mer reste sans équivalent à ce jour dans l’histoire de la marine de guerre française. D’Estrées est un combattant courageux, mais s’est révélé aussi comme un marin médiocre et un chef arrogant. Ce gigantesque naufrage ternit pour longtemps sa réputation. Pourtant, il ne sera sanctionné par aucun conseil de guerre ni privation de commander à la mer. Dans un premier temps, d’Estrées ne va faire que quelques campagnes mineures en Amérique en 1679 et 1680, puis le roi et Colbert vont passer l’éponge. En 1681, d’Estrées sera fait maréchal de France. Envoyé en Méditerranée, il va faire plusieurs campagnes contre les Barbaresques (bombardement de Tripoli en 1685) et va achever sa vie couvert d’honneurs : duc et pair, vice-roi d’Amérique (1687), chevalier de Saint-Louis dès la création de l’ordre (1693), lieutenant général en Bretagne (1701),… À Curaçao, le naufrage des îles d’Aves ne sera pas aussi vite oublié qu’en France : jusqu’au milieu du XVIIIe siècle, une journée de remerciement sera organisée pour commémorer cet événement qui a évité à l’île une invasion certaine[source insuffisante].